# Claudia Payton
Claudia Payton, född 13 april 1998, är en svensk friidrottare med specialisering på kortdistanslöpning, främst 100 meter. 

## Karriär
Den 14 augusti vid SM i friidrott 2020 i Uppsala tog hon silver på 100 meter med en tid på 11,53 sekunder.
Den 11 februari 2022 vid en tävling i polska Łódź sprang Payton 60 meter på personbästat 7,24 sekunder, vilket var den näst snabbaste svenska tiden på distansen genom tiderna efter Linda Haglund. Hon kvalificerade sig dessutom till inomhus-VM i Belgrad. Två dagar senare vann Payton 60 meter vid Nordenkampen i Uppsala på 7,31 sekunder. Senare samma månad vann hon även 60 meter vid inomhus-SM efter ett lopp på 7,30 sekunder. Följande månad vid inomhus-VM i Belgrad satte Payton ett nytt personbästa med 7,21 sekunder i försöksheatet på 60 meter och gick vidare till semifinalen. I semifinalen blev hon dock diskvalificerad efter en tjuvstart.

## Personliga rekord
| Utomhus - 100 meter – 11,48 (Skara, 11 juli 2020) - 200 meter – 24,65 (Mölndal, 19 juli 2018) | Inomhus - 60 meter – 7,21 (Belgrad, 18 mars 2022) - 200 meter – 25,88 (Sätra, 12 februari 2016) |